# ホソバオゼヌマスゲ
ホソバオゼヌマスゲ Carex nemurensis Franch.(1895) はスゲ属の植物の1つ。細長い花茎に小さな小穂を間を置いて多数付ける。

## 特長

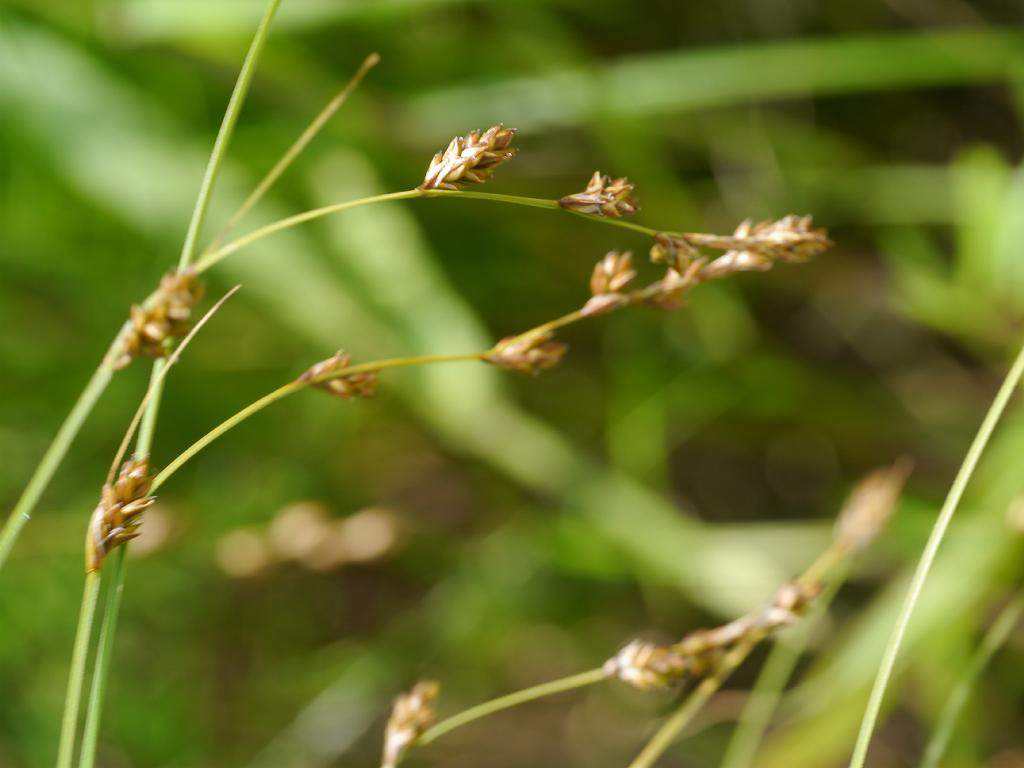
花序の拡大

まとまった株を作る草本。根茎は短く、匍匐枝は出さない。花茎は高さ35-60cmほどになり、その上部は稜の部分がざらつく。葉は幅2-3mmで濃緑色で薄質。基部の鞘は褐色。
花期は6-7月。花序は柄のない同型の小穂が5-7個、やや間を開けて着く。小穂の基部にある苞は下方のものでは針状の葉身があるが、普通は鱗片状となっている。小穂は長さ0.5-0.8cm。雌雄性、つまり先端側に雌花、基部側に雄花を着け、雄花部、雌花部ともに少数の花のみを含むが、頂小穂(花茎の先端につくもの)では雄花部がやや長い。雄花鱗片は先端が鋭く尖る。雌花鱗片は果胞とほぼ同じ長さで淡褐色で先が鋭く尖る。果胞は卵形で長さ3mm、幅1.7-1.9mm、先端は短い嘴状に尖り、その縁には細かな鋸歯があり、先端の口はわずかに2つに切れ込む。厚い膜質で毛はなく、斑紋が出ることがある。痩果は果胞に密に包まれており、卵形で長さは1.6-1.8mm、柱頭は2つに分かれる。
和名は細葉尾瀬沼スゲである。これは尾瀬沼に産する本種が後述のヒロハオゼヌマスゲと混同されていたものが区別されて、より葉が細いことからこの名になったものである。

## 分布と生育環境
日本では北海道と本州中部以北に産し、国外では千島列島とサハリンに分布する。本州での分布はごく限られており、勝山(2015)では青森県以外は尾瀬ヶ原、霧ヶ峰、上高地などという風にピンポイントに生育地があげられている状態である。北海道ではもう少し生育地は広く点在しているようである。
湿地に生えるものであるが、勝山(2015)は「低層湿原とその周辺」としており、星野他(2011)は「泥炭湿地や湿原」としている。

## 類似種など
本種は小穂が雌雄性で柄がなく、穂状花序をなすこと、果胞の嘴が短くて縁がほとんど翼状にならないことなどの特徴からハクサンスゲ節 Sect. Glareosae とする。日本にはこの節に属する種は9種ほどがあり、その中で本種は匍匐茎を出さず、雌花鱗片が褐色を帯び、小穂が花茎の上に間を置いて生じる点でほぼ他種と区別できる。
これらの特徴を共有するのがヒロハノオゼヌマスゲ C. traiziscana で、本種は当初この種と混同されていたくらいで、全体によく似ている。異なる点としては、名前の通りにこの種では葉幅が広く、本種が2-3mmであるのに対して3-4mmとなっている。またこの種は雌花鱗片の先端が鈍く尖ること、果胞が鱗片より長くて長さ3-3.5mmに達する点でも異なる。ちなみにこの種の分布も本州と北海道だが、この種の方は本州では尾瀬ヶ原のみからしか知られていない。なお、この種も湿地に生えるものではあるが、勝山(2015)も星野他(2011)も「高層湿原」を中心にするように記してあり、やや生育環境も異なるようである。

## 保護の状況
環境省のレッドデータブックでは準絶滅危惧種に指定されており、分布域各県では北海道を除いてどれかのレベルでの指定がなされている。
ちなみに危険の原因として栃木県では『刈り込み』があげられている。絶滅危惧の植物が眺望を確保するために刈り取られるというあたり、カヤツリグサ科という人目を全く引かない植物の悲哀が漂う。